# レイナード・2KI
レイナード・2KI (Reynard 2KI) は、レイナードが設計・製造したオープンホイールレーシングカーである。2000年のCARTシーズンで使用され、開幕戦マイアミでの優勝を含む20戦中13戦優勝を記録し、ジル・ド・フェランのドライビングによって、ドライバーズタイトルおよびコンストラクターズタイトルを獲得した。